# Małgorzatka
Małgorzatka – dawna osada w Polsce, położona w województwie kujawsko-pomorskim, w powiecie brodnickim, w gminie Brodnica, w  sołectwie Karbowo 2.
W latach 1975–1998 miejscowość położona była w województwie toruńskim.
Nazwę zniesiono z 2023 r.